# Anuanurunga
Anuanurunga (más néven Hiri-oro) egy kis lakatlan atoll sziget a Dél-Csendes-óceánon. A terület politikailag Francia Polinéziához tartozik. Anuanurunga a Tuamotu-szigetek egyik alcsoportjának, a Gloucester herceg szigetcsoportnak a része. A Gloucester herceg-szigetek a Tuamotu szigetcsoport délnyugati részén található. A Gloucester herceg-szigetek másik három tagja Anuanurunga, Hereheretue és Nukutepipi. A szigetcsoport legkeletibb szigete Nukutepipi és a legnyugatibb Hereheretue. A kettő között lévő távolság mintegy 270 km. Anuanurunga Tahititől 685 km-re délkeletre található.
A trapéz alakú, 3,3 km átmérőjű atoll lagúnája 2,6km2 területű. Anuanurunga szigetén tartósan nem élnek emberek (2007).

## Története
Az Anuanurunga atollt elsőként Philip Carteret brit hajós és felfedező pillantotta meg 1767-ben. A szigetnek a Négy korona ("Four Crowns") nevet adta.
1850-ben a francia kormány magához csatolta Anuanurunga atollt.

## Közigazgatás
Közigazgatásilag a Gloucester herceg-szigetek négy atollja Anuanuraro, Anuanurunga és Nukutepipi is Hereheretue települési önkormányzathoz (commune) tartozik.

## További információ
- archive.org: Atoll lista (franciául)